# Operacija Dragoon
Operacija Dragoon [operácija dregún] je bilo kodno ime za zavezniško izkrcanje v Provansi v Južni Franciji med drugo svetovno vojno.

## Načrtovanje
V začetku leta 1944 so zavezniki že planirali izkrcanje v Evropi, saj je postalo jasno, da je treba vojskovanje prenesti z zraka tudi na kopno, če želijo poraziti Nemčijo. Takrat je stekla operacija Kladivo, ki pa se je kasneje preimenovala v operacijo Overlord. Jasno je bilo, da bo izkrcanje potekalo nekje v severnem delu Evrope, hkrati pa so vedeli, da bi bilo treba hkrati izpeljati tudi drugo izkrcanje nekje na jugu, da bi tako Nemčijo prisilili k delovanju na dveh frontah. Začeli so planirati drugo operacijo, ki je imela takrat kodno ime operacija Nakovalo. 
Takrat so imeli zavezniki v mislih več območij, kjer bi to operacijo izpeljali. Ena od možnosti je bila Balkan, druga pa južna Francija. V južni Franciji so se kot možne točke za izkrcanje preučevale plaže v okolici Marseilla, Saint Tropeza in druge lokacije. Britanci so se sicer zavzemali za izkrcanje na Balkanu, saj so menili, da bi s tem odrezali Nemčijo od naftnih polj v Romuniji in pri tem računali na pomoč Rdeče armade. 
Na koncu so se zaradi padca Rima in uspešnega izkrcanja v Normandiji odločili za izkrcanje v Provansi, operacija pa je dobila novo kodno ime, operacija Dragoon. V njej naj bi sodelovalo okoli 200.000 ameriških, britanskih, kanadskih in pripadnikov svobodne Francije. Datum operacije je bil določen za 15. avgust 1944.
Za potrebe izkrcanja so 1. avgusta 1944 na Korziki ustanovili 6. ameriško armadno skupino, imenovano skupina Dragoon, ki ji je poveljeval generalporočnik Jacob L. Devers in pomorsko enoto Task Force 88, ki naj bi nudila podporo izkrcevalnim silam. Sprva je bila skupina Dragoon podrejena Štabu zavezniških sil (AFHQ), pod poveljstvom generala sir Henryja Maitlanda Wilsona, kasneje pa so jo priključili Eisenhowerjevemu Glavnemu štabu zavezniških ekspedicijskih sil (SHAEF).

## Izvedba
Napadalne enote so sestavljale tri ameriške divizije ameriškega 6. korpusa, okrepljene s francosko oklepno divizijo. 3. ameriška pehotna divizija se je izkrcala na levi strani izkrcevalnega območja, na plaži Alfa (Cavalaire-sur-Mer),  45. ameriška pehotna divizija na sredini, na plaži Delta (Saint-Tropez), 36. ameriška pehotna divizija pa na desni strani izkrcevalnega področja, na plaži Kamela (Saint-Raphaël). 93. poljska bolnišnica je bila postavljena v Saint-Maximu. Na desnem boku invazijskega območja, na rtu Negre, se je izkrcala skupina francoskih komandosov, katerih naloga je bila uničenje nemških položajev težke artilerije. Ta akcija je imela kodno ime Operacija Romeo.

## Posledice
Presenetljiv za zaveznike je bil hiter umik nemške 19. armade, ki je nudila le zmeren odpor napredujočim zavezniškim silam. Hitro napredovanje je zaveznike presenetilo v tolikšni meri, da so njihove enote zaradi slabe logistike dobesedno zastale, kar je omogočilo umik nemškim enotam na območje Vogezov in v notranjost Nemčije. Enote operacije Dragoon so se srečale z enotami operacije Overlord v bližini francoskega mesta Dijon, sredi septembra 1944.